# Nicanor de Carvalho
Nicanor de Carvalho Júnior (* 9. Februar 1947 in Leme; † 28. November 2018 in Campinas) war ein brasilianischer Fußballspieler und Fußballtrainer.

## Karriere
Nicanor begann seine Karriere bei AA Internacional (Limeira) und spielte unter anderem auch bei EC XV de Novembro (Piracicaba), FC São Paulo, Ferroviária und Clube do Remo.
1980 wurde Nicanor beim SC Corinthians aus São Paulo als Trainer eingestellt. Nicanor trainierte später etliche Clubs, dabei so namhafte wie Athletico Paranaense, Coritiba FC, AA Ponte Preta und FC Santos. 1991 wurde Nicanor Co-Trainer der japanischen Zweitligisten Fujita Industries unter Mitsuru Komaeda. 1993 feierte er mit dem Verein die Meisterschaft und den Aufstieg in die erste Liga. 1996 wurde Nicanor bei Kashiwa Reysol als Trainer eingestellt. 1998 wechselte er zum Ligakonkurrenten Verdy Kawasaki.